# Robin Hood: The Legend of Sherwood
Robin Hood: The Legend of Sherwood («Робін Гуд. Легенда Шервуду») — комп'ютерна гра у жанрі стелс-екшн і тактики в реальному часі. Розроблена Spellbound Studios. Стиль гри схожий на ігри Desperados: Wanted Dead or Alive і Commandos. Гравець керує від одного до п'яти персонажами, головним з яких є Робін Гуд. Іншими відомими персонажами є Малюк Джон, отець Тук, Вілл Скарлет і леді Меріан.

## Сюжет
Робін Гуд повертається з хрестового походу в місто Лінкольн, виявляючи що всю його спадщину було вкрадено злісним шерифом ноттінгемським. Після завершення першого й другого завдання Робін зустрічається з дівою Меріан у ноттінгемському соборі і, згодом, намагається зустрітись із принцом Джоном. Король Річард був узятий у полон австрійським герцогом Леопольдом V, який задумав отримати за короля викуп. Користуючись цим, його брат принц Джон незаконно захопив трон. розуміючи що Джон не збирається нічого сплачувати Леопольду, Робін вирішує взяти збір коштів (100 тис. фунтів стерлінгів) у свої руки.

## Персонажі

### Керовані
- Робін Гуд (меч, дрючок) — основний персонаж; вміє стріляти з лука, оглушати ворогів кулаком й відволікати їх золотими кошелями.
- Вілл Статлі (сокира) — може накинути сіть на стрій ворожих солдат, кидати яблука (тим самим відволікати) і прикидатись злиднем. Може зв'язати оглушених
- Вілл Скарлет (цеп) — може душити ворогів, стріляти камінням з рогатки й прикривати друзів від ворожих стріл своїм щитом. Добиває оглушених.
- Малюк Джон (дрючок) — може свистіти (приваблюючи увагу), допомагає іншим залізати на високі місця (дах, стіна, пеньок, валун) й оглушати кулаком. Несе на себе оглушених чи мертвих людей, приводить до тями друзів.
- Леді Меріан (меч) — може стріляти з лука, лікувати рани цілющою травою та має відмінний слух (виявляє солдат, яких «не видно»). Приводить до тями оглушених друзів.
- Отець Тук (скіпетр) — може кидати вулики з осами у ворогів, приваблювати їх елем (після чого вони стають п'яними) та відновлювати своє життя, поїдаючи м'ясо. Може зв'язати оглушених.
- Другорядні персонажі — різні персонажі з деякими здатностями основних:
  - Людина в коричневій шапці (меч) — стріляє з лука та захищає друзів щитом. Зв'язує оглушених.
  - Садовник (вила) — кидає яблука та лікує травами. Добиває оглушених.
  - Громило (дубина) — свистить і відновлює життя за допомогою стегенця. Несе на собі оглушених чи мертвих людей.

### Некеровані
- Вороги — принц Джон, ноттінгемський шериф, Гай Гізборн, Гільйом де Лоншан, лорд Скетлок з Дербі й різні солдати.
- Союзники — сер Годвін з Лінкольна, лорд Ренольф з Лестера й різні солдати.

## Типи солдат

### Солдати
- Списоносці — слабкі солдати з малим життям.
- Стражники — аналог списоносців, але з великим життям.
- Мечники — солдати зі щитом і мечем, здатні захищатись від стріл.
- Лучники — слабкі стрільці з малим життям.
- Арбалетники — покращений варіант лучників.
- Сержанти — сильні солдати, не б'ються, поки в їхньому загоні залишаються солдати. Часто мають при собі гроші.
- Старші сержанти — аналог сержантів (вони мають плащі), але мають більше грошей і життя.
- Лицарі — сильні солдати, озброєні мечем та заковані в броню.
- Кінні лицарі — найсильніші солдати у грі, озброєні цепом на кшталт Вілла Скарлета.

### Кольори солдат
За силою:
- синій — солдати шерифа Ноттінгемського
- жовтий — солдати Лоншана
- помаранчевий — солдати лорда Скетлока
- червоний — солдати Гая Гізборна
- чорний — особиста гвардія принца Джона
- зелений — солдати лорда Ренальфа й сера Годвіна (можливо, слабші за чорних)

## Локації
- Лінкольн — рідне місто Робіна. Там він має визволити сера Годвіна з лап Гая Гізборна.
- Дербі — місце проживання нещадного сера Скетлока. Робін пробирається до міста, щоб зустрітись з принцом Джоном та дівою Меріан та щоб звільнити отця Тука з лап Скетлока.
- Йорк — Робін вирушає туди, щоб зупинити весілля між дівою Меріан та Гаєм Гізборном у місцевому соборі. Найбільше місто у грі.
- Ноттінгем — Робін має врятувати Статлі та його друзів від страти й уперше зустрітись з леді Меріан. Місце проживання ноттінгемського шерифа.
- Лестер — місце проживання лорда Ренальфа. Робін має визволити свого племінника Вілла Скарлета з в'язниці шерифа, а також переконати Ренальфа виступити проти військ принца. Солдати Лестера є союзниками Робіна.
- Шервудський ліс — місце таємно бази Робіна, де його люди збирають та обробляють різні ресурси (каміння, стріли, мішечки для золота тощо).
- Три лісові галявини — місця, обрані Робіном для влаштування засідок. В одній з лісових місій Робіну потрібно звільнити Малюка Джона.

## Огляд
Якщо один з персонажів гравця стає до бою на мечах з ворогом, то гравцю надається можливість самому керувати фехтуванням. При цьому важливі рухи мишкою. Наприклад, рух у напрямку до противника змушує персонажа зробити випад мечем (чи іншою зброєю); рух назад — оборонна стійка; різкий рух колом — потужний круговий удар. Гра влаштована таким чином, що поведінка персонажів у різних рівнях впливає на приріст «армії» Робіна. Тобто, якщо Робін і його друзі постійно добивають і душать ворогів, то це значно знизить кількість бажаючих приєднатись до них. Це змушує гравця намагатись уникати насилля. Під час виконання основних завдань, персонажі, що залишаються у Шервудському лісі, можуть навчатися точнішій стрільбі з лука або брати уроки фехтування.

## Цікаві факти
- У грі лише два відеороліка: заставка й кінцівка. В заставці Робін з'являється у невеличкому селищі, щоб допомогти бідним селянам та проучити солдат ноттінгемського шерифа. У кінцівці Робін нападає на фігуру у відлозі, яку він вважає купцем, але який виявляється відмінним бійцем. Після короткої битви незнайомець відкриває обличчя і виявляється королем Річардом Левове Серце.
- Пройшовши гру і знайшовши всі реліквії (а їх усього 8, включаючи срібну стрілу) можна побачити дискотеку в Шервуді.